# Умск (Глазовский район)
Умск — деревня в Глазовском районе Удмуртии, в составе Качкашурского сельского поселения.

## География
Деревня расположена на высоте 174 м над уровнем моря.
Улицы деревни:
- Восточная
- Свободы

## Население
| 2007 | 2010 | 2012 | 2015 |
| ---- | ---- | ---- | ---- |
| 47   | ↘25  | ↗26  | ↗47  |

Численность постоянного населения деревни составляет 47 человек (2007).